# 15 december
15 december är den 349:e dagen på året i den gregorianska kalendern (350:e under skottår). Det återstår 16 dagar av året.

## Återkommande bemärkelsedagar

### Helgdagar
- Romerska riket – Consualia hålls till Consus ära

### Flaggdagar
- Nederländerna, kungarikets dag, firande av Nederländernas utropande till kungarike

## Namnsdagar

### I den svenska almanackan
- Nuvarande – Gottfrid
- Föregående i bokstavsordning
  - Gottfrid – Namnet infördes på dagens datum 1901 och har funnits där sedan dess.
  - Gotthard – Namnet fanns sedan gammalt på 5 maj, men flyttades 1993 till dagens datum, för att 2001 återföras till 5 maj.
  - Ireneus – Namnet fanns, till minne av en kristen martyr i nuvarande Serbien på 300-talet, på dagens datum före 1901, då det utgick.
  - Johanna – Namnet förekom på dagens datum före 1755, då det infördes på 21 juli och har funnits där sedan dess.
  - Kaj – Namnet infördes på dagens datum 1986, men flyttades 1993 till 7 juli och 2001 till 13 augusti.
  - Kajsa – Namnet infördes på dagens datum 1986, men flyttades 1993 till 2 augusti och har funnits där sedan dess.
- Föregående i kronologisk ordning
  - Före 1755 – Ireneus och Johanna
  - 1755–1900 – Ireneus
  - 1901–1985 – Gottfrid
  - 1986–1992 – Gottfrid, Kaj och Kajsa
  - 1993–2000 – Gottfrid och Gotthard
  - Från 2001 – Gottfrid
- Källor
  - Brylla, Eva (red.). Namnlängdsboken. Gjøvik: Norstedts ordbok, 2000 ISBN 917227204X
  - af Klintberg, Bengt. Namnen i almanackan. Gjøvik: Norstedts ordbok, 2001 ISBN 9172272929

### Finlandssvenska almanackan
- Nuvarande från 2010[1] – Noah
- I föregående revideringar[a][2]
  - 1929–2009 – Sverker

## Händelser
- 384 – Sedan Damasus I har avlidit den 11 december väljs Siricius till påve (denna dag eller 11, 22 eller 29 december).
- 687 – Sedan Konon har avlidit den 21 september väljs Sergius I till påve, samtidigt som motpåven Theodorus blir avsatt.[3]
- 1124 – Celestinus II utses till motpåve.
- 1654 – Ett meteorologiskt kontor i Toscana börjar registrera dagliga vädertemperaturer.
- 1768 – Svenske kungen Adolf Fredrik abdikerar under den sk. Decemberkrisen 1768.
- 1791 – De tio första tilläggen till USA:s konstitution, som får samlingsnamnet Bill of Rights, ratificeras.
- 1840 – Napoleon I:s kvarlevor, som återbördats från hans exil på Sankta Helena, gravsätts i Hôtel des Invalides (Invaliddomen) i Paris.
- 1860 – Borgåbladet, svensk tidning i Finland utkommer med sitt första nummer.
- 1891 – James Naismith uppfinner basketboll.
- 1914 – Slaget vid Lodz slutar; Ryssland flyr mot Moskva.
- 1916 – Frankrike besegrar Tyskland i slaget vid Verdun.
- 1939 – Nylontråd tillverkas för första gången i kommersiellt syfte i den amerikanska delstaten Delaware.
- 1945 – General Douglas MacArthur ger order om avskaffandet av shinto som nationalreligion i Japan.
- 1955 – Sun Records ger ut Folsom Prison Blues med Johnny Cash.
- 1964 – Kanada byter flagga.
- 1977 – Filmen Abba – the Movie har världspremiär i Australien.
- 1979 – Två bröder uppfinner spelet Trivial Pursuit i köket hemma i Montréal, Kanada.
- 1985 – Ingemar Stenmark vinner den alpina världscuptävlingen i storslalom i Alta Badia, Italien.
- 1994 – Riksdagen beslutar enhälligt om svenskt EU-medlemskap.
- 1997 – Nelson Mandela avgår som partiledare för ANC.
- 2000 – Sista reaktorn i Tjernobyls kärnkraftverk stängs av.

## Födda
- 37 – Nero, romersk kejsare 54–68.
- 130 – Lucius Verus, romersk kejsare 161–169.
- 1613 – François de La Rochefoucauld, fransk författare.
- 1634 – Thomas Kingo, dansk psalmförfattare.
- 1732 – Carl Gotthard Langhans, tysk arkitekt.
- 1797 – Joseph Lecompte, amerikansk politiker, kongressledamot 1825–1833.
- 1808 – James E. Broome, amerikansk demokratisk politiker, guvernör i Florida 1853–1857.
- 1810 – Peter Andreas Munch, norsk historiker och språkforskare.
- 1826 – Robert Waterman, amerikansk republikansk politiker.
- 1832 – Gustave Eiffel, fransk civilingenjör, skapare av Eiffeltornet och Suezkanalen.
- 1833 – Benjamin Harrison Eaton, amerikansk republikansk politiker, guvernör i Colorado 1885–1887.
- 1834 – Charles Augustus Young, amerikansk astronom.
- 1852 – Henri Becquerel, fransk fysiker och mottagare av Nobelpriset i fysik 1903.
- 1859 – Ludwig Zamenhof, polsk skapare av esperanto.
- 1860 – Niels Ryberg Finsen, dansk läkare, mottagare av Nobelpriset i fysiologi eller medicin 1903.
- 1861 – Pehr Evind Svinhufvud, finländsk politiker, Finlands riksföreståndare 1918 och president 1931–1937.
- 1863 – Axel Danielsson, svensk socialdemokratisk politiker och journalist.
- 1870 – Josef Hoffman, österrikisk arkitekt.
- 1877 – Georg af Klercker, svensk skådespelare, manusförfattare och regissör.
- 1879 – Bert H. Miller, amerikansk demokratisk politiker och jurist, senator (Idaho) 1949.
- 1882 – Jean Claesson, svensk skådespelare och kabaretsångare.
- 1888 – Maxwell Anderson, amerikansk dramatiker och författare.
- 1891 – Mary Gräber, svensk skådespelare.
- 1892 – J. Paul Getty, amerikansk oljemagnat och konstsamlare.
- 1894 – Ellen Widmann, schweizisk skådespelerska.
- 1902 – Ragnar Frisk, svensk regissör, manusförfattare och skådespelare.
- 1904 – Gunnar Hägglöf, svenskt statsråd, Sveriges första FN-ambassadör.
- 1907 – Oscar Niemeyer, brasiliansk arkitekt.
- 1910 – John H. Hammond, amerikansk musikproducent på skivbolaget CBS.
- 1916
  - Buddy Cole, amerikansk pianist.
  - Maurice Wilkins, nyzeeländsk-brittisk fysiker och molekylärbiolog, mottagare av Nobelpriset i fysiologi eller medicin 1962.
- 1918 – Jeff Chandler, amerikansk skådespelare.
- 1919 – Åke Seyffarth, svensk idrottsman, (skridsko, cykel).
- 1921 – Alan Freed, amerikansk discjockey och radioman.
- 1923 – Freeman Dyson, brittisk-amerikansk fysiker.
- 1927 – Nils G. Åsling, svensk centerpartistisk politiker, industriminister 1976–1978 och 1979–1982.
- 1928 – Friedensreich Hundertwasser, österrikisk målare, grafiker och arkitekt.
- 1930 – Edna O'Brien, irländsk författare.
- 1931 – Klaus Rifbjerg, dansk författare, filmkritiker och manusförfattare.
- 1933 – Tim Conway, amerikansk skådespelare och komiker.
- 1938
  - Michael Bogdanov, brittisk filmregissör och teaterchef.
  - Klaus Hänsch, tysk politiker, talman i Europaparlamentet 1994–1997.
- 1939 – Dave Clark, engelsk trumslagare, låtskrivare, musikproducent och senare entreprenör.
- 1942 – Kathleen Blanco, amerikansk politiker, guvernör i Louisiana 2004–2008.
- 1949
  - Erik Fichtelius, svensk journalist.
  - Don Johnson, amerikansk skådespelare, känd bland annat från tv-serien Miami Vice.
- 1954 – Mark Warner, amerikansk demokratisk politiker, guvernör i Virginia 2002–2006, senator 2009–.
- 1956 – Kristin Kåge, svensk skådespelare och dansare.
- 1958
  - Linda Krüger, svensk krokimodell och skådespelare.
  - Alfredo Ormando, italisk författare.
- 1965 – Kimberly Donley, amerikansk fotomodell och skådespelare.
- 1970 – Michael Shanks, kanadensisk skådespelare, känd från TV-serien Stargate SG-1.
- 1972 – Laila Bagge, Idoljurymedlem.
- 1979 – Adam Brody, amerikansk skådespelare, mest känd som Seth i tv-serien OC.
- 1980 – Fredrik Risp, svensk fotbollsspelare.
- 1983 – Wang Hao, kinesisk bordtennisspelare.
- 1984 – Martin Škrtel, slovakisk fotbollsspelare.
- 1992 – Alex Telles, brasiliansk fotbollsspelare.
- 1997 – Maude Apatow, amerikansk skådespelare
- 1998 – Komander, mexikansk fribrottare.

## Avlidna
- 1072 – Alp Arslan, seldjukturkisk krigsherre, härskare över Persien sedan 1059.
- 1252 – Uffe Thrugotsen, dansk ärkebiskop sedan 1228 (död denna eller nästa dag).
- 1263 – Håkon Håkonsson, kung av Norge sedan 1217 (möjligen död även 16 eller 17 december).
- 1467 – Jöns Bengtsson (Oxenstierna), svensk ärkebiskop sedan 1448, riksföreståndare 1448 och 1465–1466.
- 1551 – Jørgen Skodborg, dansk ärkebiskop 1520–1523.
- 1651 – Virginia Centurione Bracelli, italiensk mystiker och ordensgrundare; helgon.
- 1675 – Jan Vermeer, nederländsk konstnär.
- 1713 – Carlo Maratta, italiensk målare.
- 1792 – Joseph Martin Kraus, tysk-svensk tonsättare och hovkapellmästare.
- 1822 – Erik af Wetterstedt, svensk ämbetsman, bland annat landshövding i Uppsala län 1794–1812.
- 1839 – Aurelius Ignaz Fessler, ungersk historiker.
- 1852 – Cornelius P. Van Ness, amerikansk diplomat, jurist och politiker, guvernör i Vermont 1823–1826.
- 1853 – Georg Friedrich Grotefend, tysk språkforskare.
- 1885
  - Ferdinand II av Portugal, regent av Portugal 1853–1855.
  - Robert Toombs, amerikansk politiker och general, senator (Georgia) 1853–1861.
- 1890 – Sitting Bull, amerikansk indianhövding.
- 1892 – Randall L. Gibson, amerikansk demokratisk politiker och general, senator (Louisiana) 1883–1892.
- 1932 – William W. Stickney, amerikansk republikansk politiker, guvernör i Vermont 1900–1902.
- 1935 – Frank Henry Cooney, kanadensisk-amerikansk politiker och affärsman, guvernör i Montana 1933–1935.
- 1940 – Eugene Elliott Reed, amerikansk demokratisk politiker, kongressledamot 1913–1915.
- 1943 – Thomas Wright Fats Waller, amerikansk jazzpianist och kompositör.
- 1944 – Glenn Miller, amerikansk orkesterledare (flygolycka).
- 1946 – Josiah Bailey, amerikansk demokratisk politiker, senator (North Carolina) 1931–1946.
- 1947 – Arthur Machen, brittisk författare.
- 1952 – Ernest Florman, svensk regissör, filmfotograf och hovfotograf.
- 1953
  - Walter Linse, tysk jurist.
  - George White, amerikansk demokratisk politiker, guvernör i Ohio 1931–1935.
- 1958
  - Josua Bengtson, svensk skådespelare.
  - Wolfgang Pauli, österrikisk fysiker, mottagare av Nobelpriset i fysik 1945.
- 1960 – Véra Clouzot, fransk skådespelare.
- 1962
  - Charles Laughton, brittisk skådespelare och regissör.
  - Sigfrid Nordkvist, svensk lärare och politiker (folkpartist).
- 1964 – Carl Joachim Hambro, norsk politiker, stortingspresident 1926–1945.
- 1966 – Walt Disney, amerikansk filmproducent, entreprenör, animatör och serietecknare.
- 1971 – Paul Pierre Lévy, fransk matematiker.
- 1976 – Grégoire Kayibanda, Rwandas förste president.
- 1986 – Serge Lifar, 81, ukrainsk balettdansör och koreograf
- 1991 – Vasilij Zajtsev, 76, sovjetisk prickskytt under andra världskriget
- 1992 – Sven Delblanc, 61, svensk författare och litteraturvetare
- 1996 – Rune Elmqvist, 90, uppfinnare av den inplanterbara pacemakern
- 1999 – Rune Andréasson, 74, svensk serietecknare
- 2005 – William Proxmire, 90, amerikansk demokratisk politiker, senator (Wisconsin) 1957–1989
- 2006 – Clay Regazzoni, 67, schweizisk racerförare
- 2007 – Mel Leven, 93, amerikansk kompositör och sångtextförfattare
- 2008
  - Johan "Tomten" Johansson, 72, legendarisk Hammarbysupporter och svensk TV-profil
  - Anne-Cath. Vestly, 88, norsk barnboksförfattare
- 2009 – Oral Roberts, 91, amerikansk predikant
- 2010 – Blake Edwards, 88, amerikansk filmregissör, filmproducent, skådespelare och manusförfattare
- 2011
  - Christopher Hitchens, 62, brittisk-amerikansk journalist
  - Gurli Lemon-Bernhard, 95, svensk opera- och operettsångare
  - Jason Richards, 35, nyzeeländsk racerförare
- 2013 – Joan Fontaine, 96, amerikansk skådespelare
- 2017 – Kjell Grede, 81, svensk regissör och manusförfattare